# فوسو آئرو استار
میتسوبیشی فوسو آئرو استار (Mitsubishi Fuso Aero Star) خودرویی است که از سال ۱۹۸۴ تاکنون تولید شده‌است.
این خودرو در کلاس اتوبوس قرار گرفته است. سامانه جعبه‌دندهٔ آن ۵ دنده به دو صورت خودکار و دستی است.

## نگارخانه

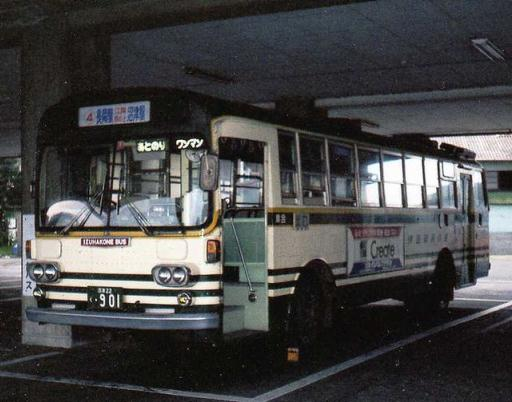
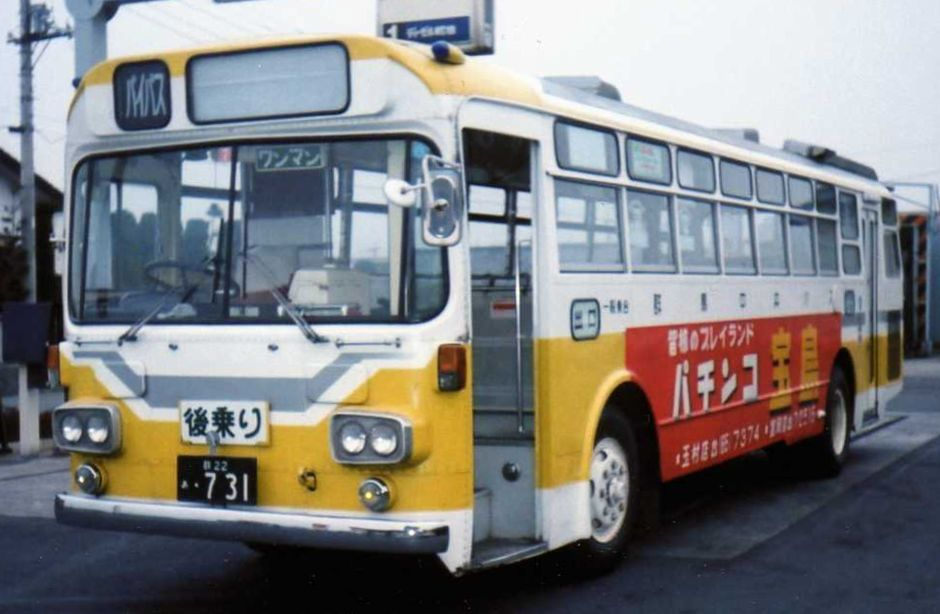